# Saint-Félix (Allier)
Saint-Félix é uma comuna francesa na região administrativa de Auvérnia-Ródano-Alpes, no departamento Allier. Estende-se por uma área de 5,17 km². Em 2010 a comuna tinha 316 habitantes (densidade: 61,1 hab./km²).